# Diodoros van Sicilië

Bibliotheca historica, 1746

Diodoros van Sicilië, Latijn: Diodorus Sicul(l)us, naar het Oudgrieks: Διόδωρος Σικελιώτης, ca. 90 v.Chr. – ca. 30 v.Chr., was een historicus, die in de tijd van het Magna Graecia op Sicilië woonde. Hij kwam uit Agyrium, Ἀγύριον, Agurion, tegenwoordig Agira. Het enige werk dat hij schreef was de Bibliotheca Historica of Historische Bibliotheek, Βιβλιοθήκη Ἱστορική.

## Bibliotheca Historica
Hij schreef in Rome aan zijn magnum opus ten tijde van Caesar. Het was dan ook een enorme opgave: in totaal besloeg het veertig boeken. Nu zijn nog over delen 1 tot en met 5 en 11 tot en met 20. Van het overige zijn in samenvattingen fragmenten bewaard gebleven. Diodorus begon zijn werk met een indeling op geografische basis. De eerste boeken gaan over het oude Egypte, waar hij ook zelf heen was gegaan, Mesopotamië, India, Scythia Minor, Arabië, Noord-Afrika, het oude Griekenland en Europa.
Hij begon vanaf boek VII zijn versie van de geschiedenis van de wereld. De aanvang begint nog vóór de oorlog om Troje, het laatste dat Diodorus beschrijft is het begin van de oorlog in Gallië tussen Caesar en verschillende Gallische stammen, 58 voor Chr.

## Betrouwbaarheid
Het was niet altijd correct wat Diodorus schreef en zijn waarde voor de geschiedschrijving is soms in twijfel getrokken, bijvoorbeeld in de Encyclopædia Britannica van 1911 en door Theodor Mommsen.
Tegenwoordig wordt er meer aandacht besteed aan Diodorus' eigen accenten. Zo kent hij een ethisch-pedagogische waarde toe aan geschiedschrijving en beklemtoont hij, beïnvloed door de Stoa, de eenheid van de wereld.
Toch moet het belang van Diodorus niet worden onderschat. Reeds in zijn eigen tijd werd Diodorus gewaardeerd. Plinius maior, Aelianus, Athenaeus, en Eusebius behoorden tot zijn lezers. Diodorus wordt tegenwoordig van onschatbare betekenis geacht voor een goed begrip van de laatste weken van Alexander de Grote, van Babylon en van de Romeinse magistraten.